# Heterogenius alboguttatus
Heterogenius alboguttatus är en skalbaggsart som beskrevs av Moser 1916. Heterogenius alboguttatus ingår i släktet Heterogenius och familjen Cetoniidae. Inga underarter finns listade i Catalogue of Life.